# Dotarizin
Dotarizine là một loại thuốc được sử dụng trong điều trị chứng đau nửa đầu, hoạt động như một thuốc chẹn kênh calci, và cũng là một chất đối kháng ở thụ thể 5HT2A, và ở mức độ thấp hơn ở các thụ thể 5HT1A và 5HT2C. Hành động chống đau nửa đầu được cho là do tác dụng của nó như một thuốc giãn mạch, nhưng nó cũng có một số tác dụng giải lo âu  và ngăn chặn chứng mất trí nhớ do sốc điện ở động vật.